# Brigata Damiano Chiesa
La "Brigata Damiano Chiesa" fu una formazione partigiana operante nel padovano, di carattere apartitico ed autonomo.

## Storia
Era formata da 3 Brigate: la 1ª operante a Cittadella e sul Monte Grappa,  la 2ª a San Pietro in Gu, la 3ª nei pressi di Padova; nelle varie formazioni era forte la presenza di ex-militari. Tant'è che il primo sindaco di San Pietro in Gù sarà il Generale dell'Aeronautica Raffaele De Notti.
Fra i fondatori delle Brigate, e loro commissario politico, si annovera Gavino Sabadin, rappresentante nel CLN Veneto, successivamente Prefetto di Padova designato dal CLN, decorato di medaglia d'argento al valor militare.

## Persone legate alla Brigata
- Carmelio Conz, nome di battaglia "il Moro"
- Giovanni Conz
- Gaetano Bressan, nome di battaglia "Nino"
- Carlo Luigi Finco, nome di battaglia "Giuffrè"
- Giuseppe Armano
- Vasco Baggio, nome di battaglia "Marco"
- Vito Olivetti
- Giacomo Prandina, nome di battaglia comandante "Pierre"